# Thongsing Thammavong
Thongsing Thammavong En Idioma laosiano: (ທອງສິງ ທຳມະວົງ) (Houaphan, 12 de abril de 1944) es un político laosiano que ocupó el cargo de primer ministro de Laos desde el 23 de diciembre de 2010 y hasta el 20 de abril de 2016. Es miembro del politburo del Partido Popular Revolucionario de Laos desde 1991.
Antes de ser primer ministro presidía la Asamblea Nacional. Llegó al cargo tras la dimisión de su antecesor, Bouasone Bouphavanh, con la aprobación por unanimidad de todos los diputados de la Asamblea.

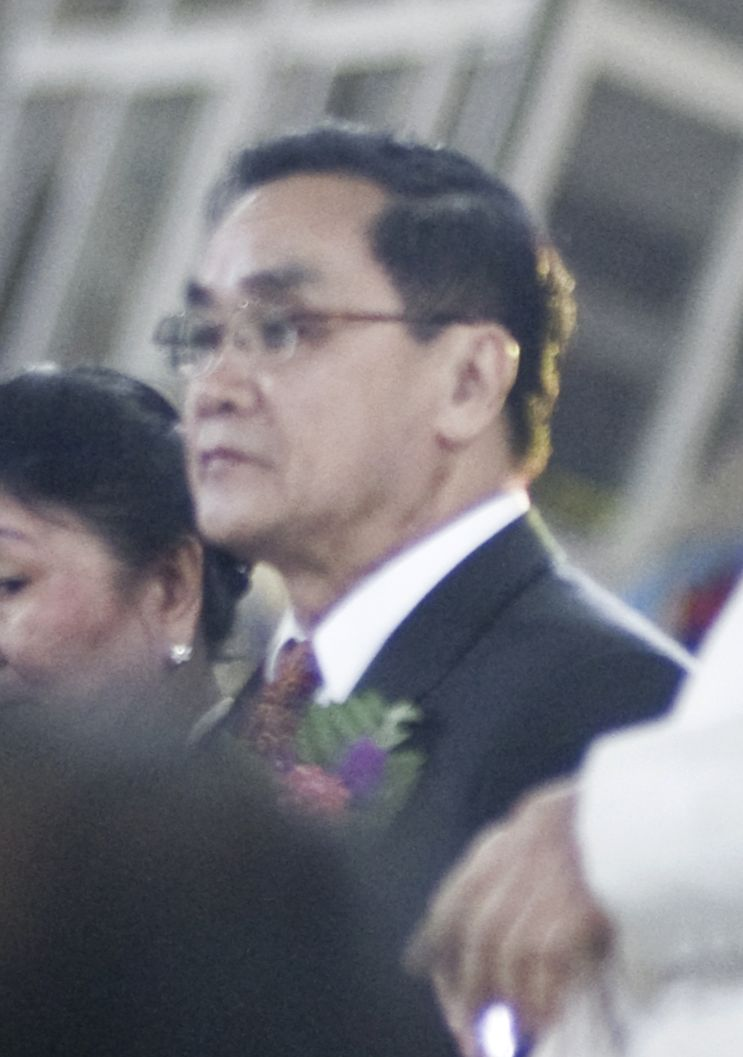
Thongsing Thammavong